# Стшегом
Стшегом (пољ. Strzegom) град је у Пољској у Војводству доњошлеском. По подацима из 2012. године број становника у месту је био 16 881.

## Становништво
| 2012.  |
| ------ |
| 16 881 |